# V638 Возничего
V638 Возничего (лат. V638 Aurigae) — одиночная переменная звезда в созвездии Возничего на расстоянии приблизительно 1079 световых лет (около 331 парсека) от Солнца. Видимая звёздная величина звезды — от +11,7m до +11,4m.

## Характеристики
V638 Возничего — оранжевая эруптивная переменная звезда типа RS Гончих Псов (RS:) спектрального класса K. Радиус — около 2,77 солнечных, светимость — около 2,905 солнечных. Эффективная температура — около 4527 K.